# Жонсьник (Нижньосілезьке воєводство)
Жонсьник (пол. Rząśnik, нім. Schönwaldau) — село в Польщі, у гміні Свежава Злоторийського повіту Нижньосілезького воєводства.
Населення — 427 осіб (2011).
У 1975-1998 роках село належало до Єленьоґурського воєводства.

## Демографія
Демографічна структура станом на 31 березня 2011 року:
|          | Загалом | Допрацездатний вік | Працездатний вік | Постпрацездатний вік |
| -------- | ------- | ------------------ | ---------------- | -------------------- |
| Чоловіки | 225     | 47                 | 164              | 14                   |
| Жінки    | 202     | 37                 | 116              | 49                   |
| Разом    | 427     | 84                 | 280              | 63                   |